# Avet om
Avet om er den folkelige betegnelse for en måde at udføre visse traditionelle pardanse på. 
Udtrykket bruges navnlig i gammeldans om blandt andet polka, vals og hopsa.
Dansen foregår ganske vist som normalt mod uret i på gulvet, men også selve omdansningen foregår her mod uret. Man vil ved traditionelle baller ofte se erfarne dansere bruge denne form, hvor manden får mindre og kvinden mere at lave.
Nogle steder er valgfrit andre obligatorisk. Hvor det er valgfrit vil man se nogle par danse den modsatte vej rundt i forhold til andre par i en kreds. Man kan danse avet om for at undgå at blive rundtosset
Det står i modsætning til at danse ret om.